# Exposition universelle de 1880
L'Exposition internationale de Melbourne (Melbourne International Exhibition) s'est tenue du 1er octobre 1880 au 30 avril 1881. Ce fut la deuxième Exposition en Australie, la première ayant eu lieu l'année précédente à Sydney. Cette Exposition attira 1,459 million de visiteurs mais clôtura sur une perte de 277 292 livres sterling.
Le Palais royal des expositions, situé dans les Jardins Carlton et achevé en 1880 pour accueillir l'Exposition, comprenait plus de 12 000 mètres carrés de surface et d'annexes temporaires. La première pierre en fut posée par le gouverneur de l'État de Victoria, George Bowen le 19 février 1879. Quelques-uns des bâtiments originaux sont inscrits au patrimoine mondial de l'Unesco.
L'Exposition se tint sur le modèle des grandes Expositions européennes avec pour ambition de promouvoir l'industrie, le commerce, la science et l'éducation. Ce fut également une occasion de divertissement et de tourisme.